# Проханов Іван Степанович
Іван Степанович Проханов  (17 (29) квітня 1869 — 6 жовтня 1935) — російський та емігрантський релігійний діяч, інженер, поет, проповідник, богослов, політик. Брат молоканського богослова Олександра Проханова, батько ботаніка Ярослава Проханова, двоюрідний дід письменника Олександра Проханова.
Іван Проханов мріяв про «революцію Святого Духа», що перетворить не тільки релігійне, але й політичне, і економічне життя Росії та всього світу. Для об'єднання християн він ініціював створення міжконфесійного Російського євангельського союзу. Потім з аморфного руху пашківців вибудував самостійну конфесію - Всеросійський союз євангельських християн, розробив її догматичне богослов'я, організував «християнський комсомол», написав понад 1000 духовних псалмів й створив оригінальну церковно-музичну традицію.
Він видавав євангельські журнали, писав книги з богослов'я та релігійної юриспруденції, засновував християнські політичні партії і відкривав школи підготовки церковних служителів. Після приходу до влади більшовиків Проханов став ідеологом Нового (Євангельського) життя й натхненником створення євангельських комун. Особисте втручання Йосипа Сталіна завадило йому реалізувати проект радянського Міста Сонця — Євангельська.
Перебуваючи з 1928 року в еміграції, він організував євангельських християн-емігрантів у ще один Всесвітній союз євангельських християн.

## Біографія

### Походження

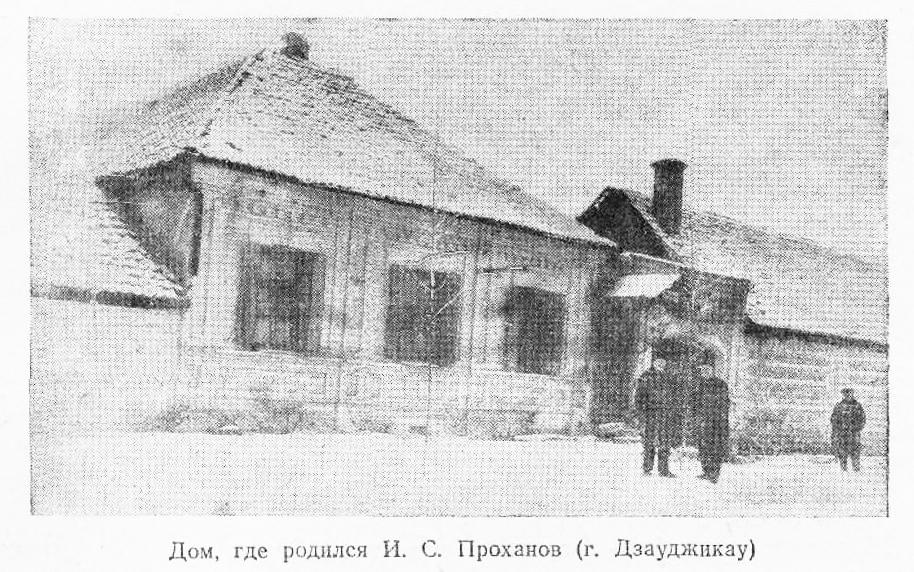
Будинок, де народився Іван Проханов у Володикавказі

Іван Проханов народився 17 квітня 1869 року у Володикавказі у молоканській сім'ї. Батьки Проханова були селянами з сіл Великі Копєни й Сластуха Аткарського повіту Саратовської губернії. У 1862 році батько, Степан Антонович Проханов, у 20-річному віці разом з дружиною, матір'ю й тещею перебралися у Володикавказ, рятуючись від релігійних переслідувань молокан. Згодом, коли у Проханових з'явилися сини, бабусі розповідали їм про те, як їх піддавали переслідуванням за віру, як заарештовували та ув'язнювали.
У Володикавказі Степан Антонович домігся матеріального достатку, придбав чотири млини й землю, став членом міської ради. У 1875 році він приєднався до групи баптистів, пізніше став пресвітером місцевої баптистської церкви. Листувався з Василем Пашковим. У 1894 році Степан Антонович разом з іншими баптистами був висланий на Закавказзя за звинуваченням у поширенні шкідливої релігійної пропаганди. Його син Іван в цей час жив в християнській комуні «Вертоград» в Криму. У 1899 році Іван відвідав батька за місцем заслання у вірменському селі Гірюси.
Після заслання Степан Антонович повернувся у Володикавказ. Він помер у 1910 році. Дружина пережила його на 22 роки й померла у віці 90 років 5 серпня 1932 року у Москві.

### Юність

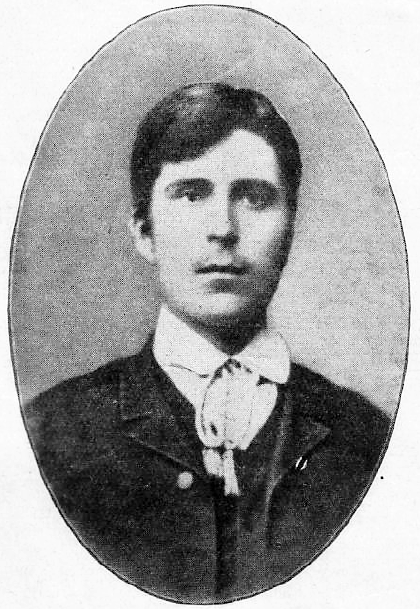
Іван Проханов у юності

У юності Іван увійшов у гурток гімназистів, що захопилися працями філософів-песимістів Артура Шопенгауера й Едуарда Гартмана. Під їх впливом він навіть думав про самогубство, проте підсумком духовних пошуків стало укорінення у християнській вірі. У листопаді 1886 року Іван почав відвідувати ту ж баптистську громаду, що і батько, а 17 січня 1887 року приєднався до громади.
У 1887 році Іван закінчив гімназію. У 1888-1893 роках вчився на інженера у Технологічному інституті Санкт-Петербурга, одночасно брав активну участь у діяльності пашковців. Так, у 1889 році він разом з братом Олександром почав видавати нелегально свій перший євангельський журнал «Бесіда».
По закінченні інституту Іван отримав роботу помічника директора цукрового заводу в Чернігівській губернії, в маєтку Миколи Неплюєва — засновника Хрестовоздвиженського православного трудового братства. Однак через різницю у релігійних поглядах з Неплюєвим, Іван Проханов незабаром вимушено залишив цю роботу й переїхав в Колпіно працювати помічником головного інженера Іжорського адміралтейського заводу.
Державна політика переслідування протестантів у Росії спонукала Проханова залишити професійну діяльність. У 1894 році він, разом з євангельським діячем Германом Фастом, вдовою поета Миколи Некрасова та іншими віруючими організував у Криму християнську комуну «Вертоград», де прожив близько року.

### Навчання за кордоном
Під загрозою арешту за релігійну діяльність в 1895 році Проханов нелегально виїхав за кордон. Тут протягом приблизно двох років він отримував богословську освіту в баптистському коледжі у Брістолі (Англія), а потім конгрегаціоналистському коледжі у Лондоні. Крім того, він провів півроку у Берлінському та Паризькому університетах, де вивчав богослов'я. За час перебування за кордоном Іван Проханов налагодив контакти у середовищі європейських протестантів.
У 1898 році Проханова запросили надати допомогу в якості перекладача великій групі духоборів на острові Кіпр. У Росії духобори піддалися жорстоким переслідуванням за пацифістське демонстративне спалення зброї, в результаті чого значна їх частина організовано емігрувала в Канаду. В дорозі велика група духоборів занедужала якоюсь хворобою, схожою на дизентерію, й була висаджена на Кіпрі. Проханов кілька тижнів керував їх табором, потім захворів сам, а після одужання вирішив повернутися у Росію. Всупереч побоюванням за наслідки нелегального виїзду з Росії, при поверненні Проханова не було покарано, хоча в перший час над ним встановили офіційний нагляд поліції.

### Служіння у Росії

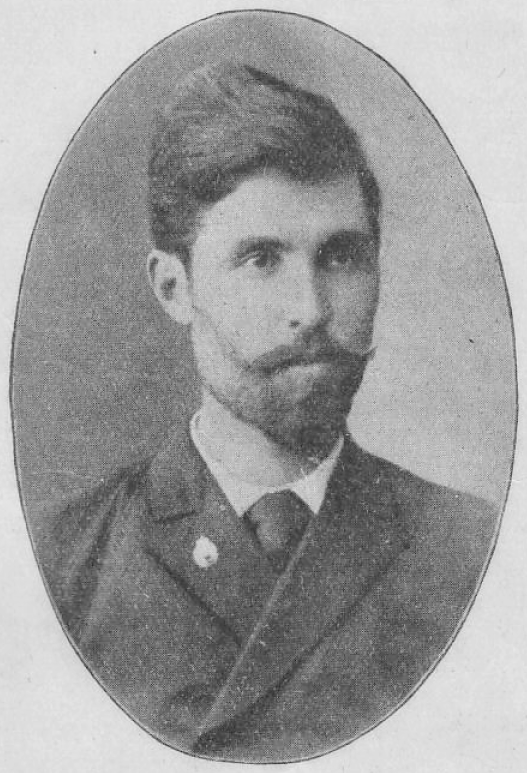
Іван Проханов інженер

З моменту свого повернення у Росію у кінці 1898 року до 1921 року Проханов працював інженером на повній ставці, займаючись християнським служінням у вільний час. Після повернення Проханов деякий час жив у Володикавказі, потім знайшов роботу за фахом — помічника керуючого залізниці Рига — Орел й перебрався у Ригу. Потім він працював у Ризькому політехнічному інституті, проте в 1901 році на вимогу МВС був відрахований з роботи як один з лідерів «штундистів». Проханов переїхав до Петербурга, де влаштувався в електротехнічну компанію Вестінгауз. Незважаючи на цензуру, він спромігся видати тут збірник богослужбових псалмів «Гуслі» (автором деяких з цих псалмів був сам Проханов).
31 серпня 1901 року він одружився з Ганною Іванівною Казаковою, дочкою християнина з Тифлісу. Вона народила двох синів.
Керівництво заводу Вестінгауз відправило Проханова у закордонне відрядження до Америки, де він провів близько двох років. Після повернення до Петербурга він активно включився у рух євангельських християн (пашковців). Протягом декількох років Іван Проханов очолив рух.
У 1916 році судовий орган Петрограда звинуватив Проханова у створенні революційної організації, як була визначена Всеросійський союз євангельських християн (ВСЄХ). Розпочалось судове переслідування, яке призупинили через перевантаженість правоохоронних органів після вбивства Григорія Распутіна.
У Громадянську війну в Росії, померла дружина Проханова, а 1926 року трагічно загинув молодший син Проханова, Всеволод. Проте Іван Степанович не залишив керівництво ВСЄХ. Двічі він піддавався арештам й по кілька місяців утримувався більшовиками у концтаборі та в'язниці у 1921 й 1923 роках.
У 1923 році у складі делегації з Росії Проханов взяв участь у Всесвітньому конгресі баптистів у Стокгольмі. У 1924 році він здійснив поїздки у Чехословаччину, Німеччину, Данциг (на той час — вільне місто) та Фінляндію. У Празі його було рукопокладено на священика.
З травня 1925 року по листопад 1926 року Іван Проханов перебував у США й Канаді, де шукав можливості поставити для віруючих СРСР духовну літературу. За припущенням історика Вільгельма Кале, закордонним поїздкам Проханова сприяло прагнення Радянської влади до усунення наслідків Громадянської війни й міжнародного бойкоту, пом'якшення негативного ставлення до СРСР й розширенню зарубіжних зв'язків. У 1927 році Іван Проханов мав серію поїздок на Півднем Росії, Кавказом та Сибіром, в тому числі в пошуках місця для будівництва Євангельська.

### Емігрантський період

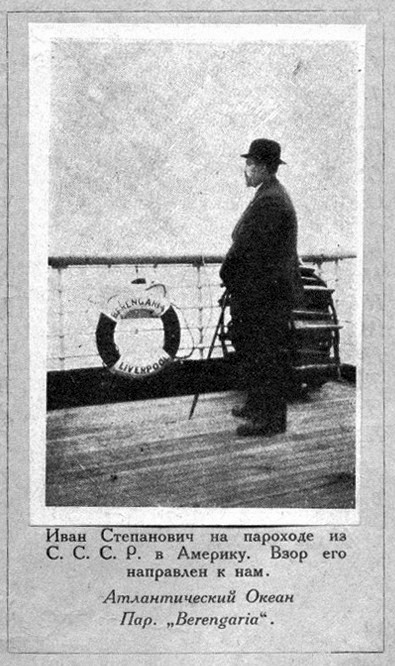
Проханов на шляху з СРСР до ЗДА

У травні 1928 року Проханов легально виїхав з СРСР насамперед для участі у Всесвітньому конгресі баптистів у Торонто, а також у пошуках зарубіжних джерел фінансування. Він мав намір повернутися в СРСР «не більше, ніж через рік», проте він так й не повернувся. Існує версія, що він не отримав дозволу на зворотний в'їзд, але сам Іван Проханов стверджував, що рішення залишитися в еміграції було прийнято ним самостійно. Під час його перебування у Німеччині було опубліковано постанову ВЦВК й РНК РРФСР «Про релігійні об'єднання» від 8 квітня 1929 року. В автобіографічній книзі «В котлі Росії» Проханов згадував, що отримав з СРСР листи з розповідями про страждання віруючих і проханнями про допомогу. «Я зрозумів, що це була воля Божа залишитися за кордоном, щоб спробувати організувати постійну допомогу стражденним під час цих гонінь», — писав він.
Ще два роки Проханов залишався головою Всеросійського союзу євангельських християн (ВСЄХ), у 1931 році головою Союзу було обрано його соратника Якова Жидкова, а Проханова - «почесним головою» (й продовжував залишатися на цій формальної посаді до кінця життя). На думку історика Вільгельма Кале, титул «почесного голови» свідчив, що радянські віруючі не засуджують його за еміграцію. Зберігалися зв'язки з Союзом євангельських християн, турбота про віруючих в СРСР, спонукали Проханова утримуватися в еміграції від антирадянських виступів й позитивно відгукуватися про радянську владу.. На відміну від ліквідованого у 1930-ті роки Федеративного союзу баптистів СРСР, ВСЄХ продовжив своє формальне існування й у 1944 році на його базі було створено Всесоюзну раду євангельських християн-баптистів.
В еміграції Іван Проханов продовжив літературно-публіцистичну діяльність, а також зайнявся організацією Всесвітнього союзу євангельських християн. Останні роки життя стали для Проханова часом мандрів. Зупинившись в 1929 році у Німеччині, він здійснював поїздки як всередині країни, так й у інші європейські держави (в тому числі до Данії, Латвії, Польщі). Восени 1931 — навесні 1932 року він перебував у США, звідки повернувся у Берлін, потім відвідав Ригу. У жовтні 1932 року Проханов знову виїхав до США, звідки повернувся у Берлін влітку 1933 року. В кінці цього року він знову виїхав у США, також відвідав Канаду. Деякий час він лікувався у США. Влітку 1935 року він повернувся у Європу. По дорозі він зупинився на якийсь час у Софії Лівен. Прочитав курс лекцій, він повернувся у Німеччину, потім, незважаючи на хворобу, здійснив місіонерську поїздку до Болгарії.
Помер 6 жовтня 1935 року у Берліні.

## Світогляд й богослов'я

### Світогляд
Народившись в сім'ї молокан, Проханов ідентифікував себе з гонимою християнською меншістю; ототожнював страждання за свою віру зі стражданнями Христа. «Все те, що я чув про стражденних за віру від мого батька, бабусь, спонукало в мені бажання присвятити життя гнаним християнам й боротися за свободу сумління», — писав він. У автобіографії Проханова помітна впевненість у особливій місії, призначеній йому. «Божа мета полягала у тому, щоб я був посередником, передавачем Його дарів для потреб народу», — стверджував він.
Проханов не приховував своїх месіанських планів духовного (й як наслідок — соціально-політичного) перетворення світу завдяки синергії євангельських віруючих й дії Святого Духа. Він вважав, що всесвітня революція Духу, відновлюване апостольське християнство, повинна початися у Росії, а потім охопити й перетворити всю планету. Іван Проханов представляв Росію як «духовне кладовище, або долину сухих кісток» ([[|Ієз]] 37:1-14) й чекав повстання — «це буде справжнє воскресіння, духовне оновлення та реформація».
Не випадково у видаваному Прохановим журналі «Християнин» було опубліковано пророцтво британської місії у Китаї Хадсона Тейлора: «У Росії відбудеться революція, що призведе до великого пробудження на заході Росії; це пробудження пошириться по всій землі, й тоді Господь прийде». Проханов вважав, що початкова частина цього пророцтва збулася під час першої російської революції 1905-1907 років. Особливу роль у пробудженні, на його думку, повинні були зіграти євангельські християни Петербурга.
Іван Проханов був лояльним до комуністичного будівництва у СРСР: «я повністю симпатизував всім цим ідеалам й бажав, щоб вони здійснилися якомога швидше», — пише він. Він не міг прийняти властивого більшовизму заперечення Христа й релігії взагалі; навпаки, Проханов пристрасно бажав наповнити політико-економічні перетворення у Росії, що відбувалися у його час, духовним християнським змістом, - за його задумом саме християнство повинно було зробити соціалізм досконалим, оскільки «при всій бажаності й необхідності... корінних політичних й економічних реформ... справжнє оновлення Росії можливе лише за умови духовного відродження та самовдосконалення кожної окремої особистості». Лідери російських баптистів розходилися з ним у поглядах на це питання, вважаючи, що головне в християнському служінні — не перетворення суспільства, але спасіння душ, а «все інше додасться».
При цьому християнський соціалізм Проханова був поміщений у «модерністські й романтичні рамки XIX сторіччя».

### Богослов'я

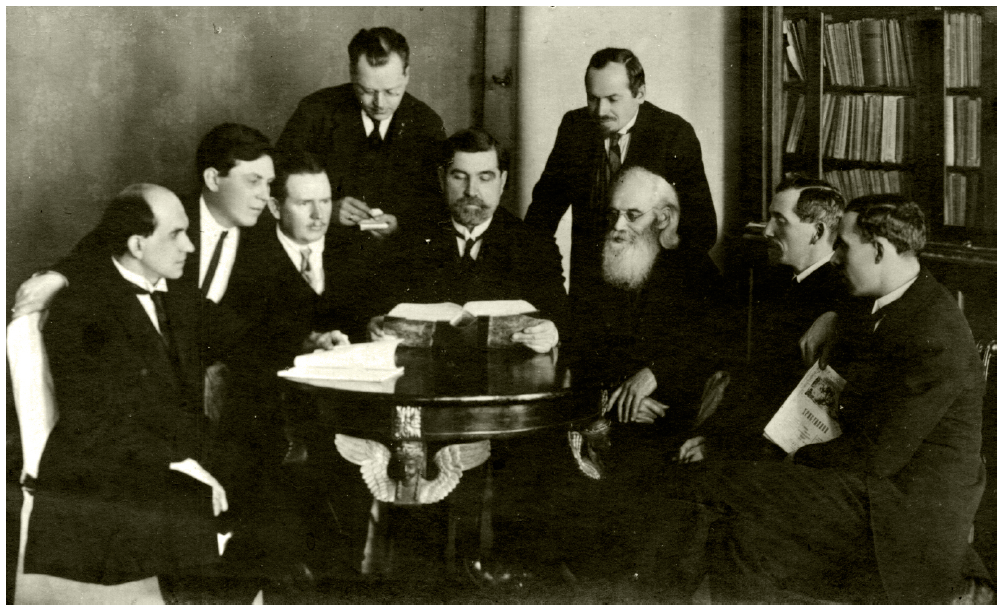
Рада ВСЄХ, близько 1927 року. У центрі — Іван Проханов, праворуч від нього — Іван Каргель. Крайній ліворуч — Олександр Карєв

Після того, як Проханов очолив рух пашковців, їх богослов'я не зазнало змін з принципових позицій: прихильність до Біблії (у, іноді, занадто літеральному її розумінні), хрестоцентризм (особливу увагу питанню викуплення Христом людей на хресті), акцент на необхідності народження згори, а також активна соціально-громадська позиція.
Проханов дотримувався армініанської концепції порятунку душі, що домінувала в цілому в русі євангельських християн. Догматичне богослов'я для Проханова відігравало другорядну роль й слугувало інструментом для досягнення головної мети — церковного будівництва та місіонерства.

#### Самоідентифікація по відношенню до баптизму
Багато суперечок викликає питання про ідентифікацію Прохановим руху євангельських християн й себе особисто по відношенню до баптизму. Хрещений у баптистській громаді, після переїзду до Петербурга Проханов влився у рух пашковців (пізніше за його активній участі еволюціонував у рух євангельських християн). Він не брав особистої участі у Другому Всесвітньому конгресі баптистів у Торонто у 1911 році, однак надіслав туди свій реферат «Огляд Росії», у якому визначив євангельських християн як «щирих баптистів». На цьому конгресі Проханов заочно було обрано одним з 6 віце-президентів Всесвітнього союзу баптистів.
До середини 1920-х років Проханов намагався об'єднати всеросійські спілки євангельських християн й баптистів. Незважаючи на зустрічний рух з боку лідерів баптистів, це об'єднання за життя Проханова так й не відбулося (залишки спілок були об'єднані в єдину конфесію євангельських християн-баптистів тільки у 1944 році у ВСЄХБ). Невдачі призвели до того, що з середини 1920-х років Проханов дистанціювався від баптистів й намагався сформулювати нову ідентифікацію в руслі петербурзької євангельської традиції.

## Керівництво євангельським рухом

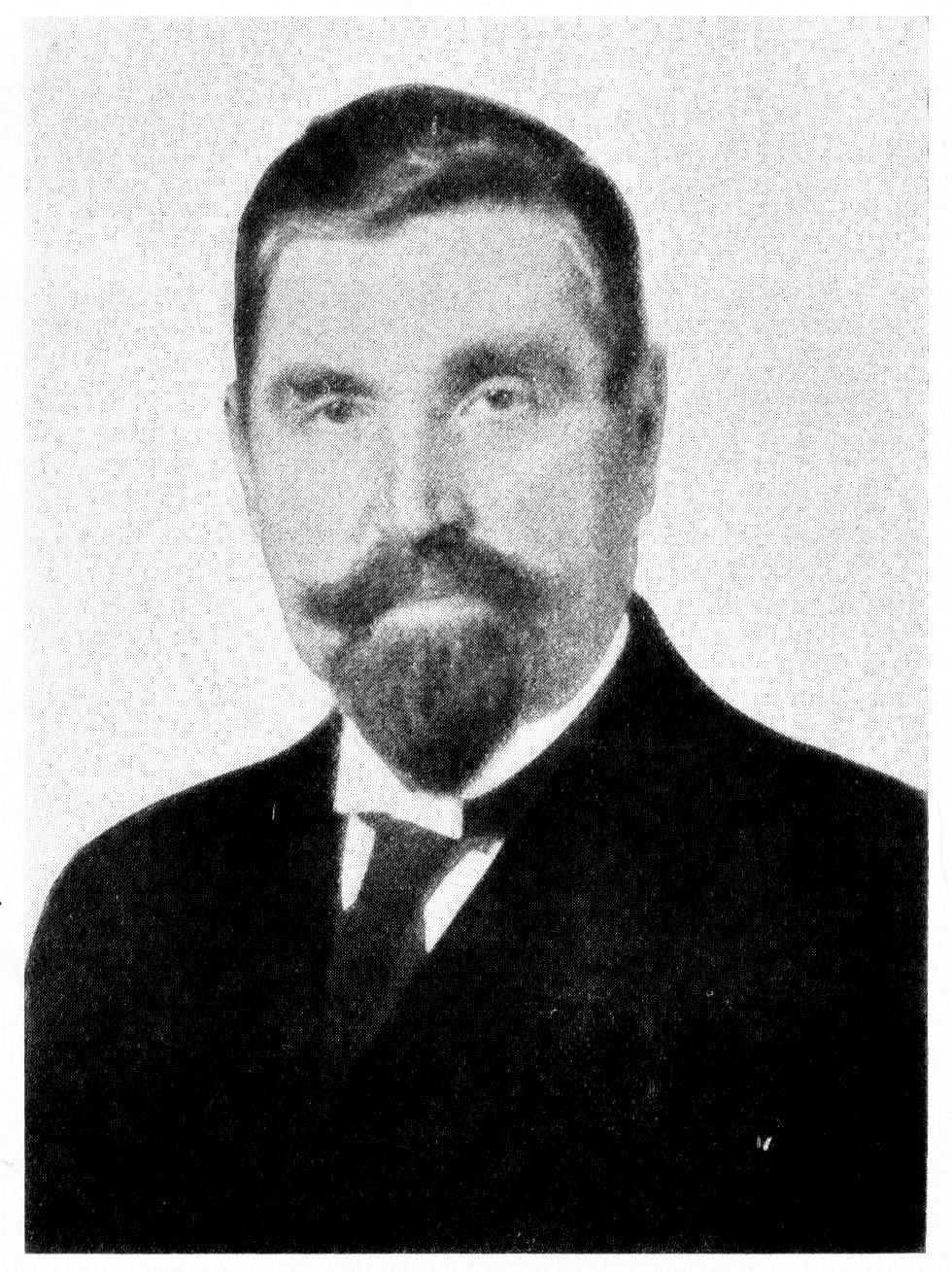
Іван Степанович Проханов

### До російської революції 1917 року
У 1905 році Проханов у повній мірі включився в євангельську діяльність. Він організував й очолив у Петербурзі окрему громаду євангельських християн, кістяком якої стала віруюча молодь, що раніше відділилася від громади, очолюваної Іваном Каргелем. Софія Лівен так описувала різницю між цими громадами: «Брат Каргель прагнув головним чином поглибити віруючих в пізнанні Господа та Його Слова, а брат Проханов закликав своїх членів до активної участі у громадського житті: він організував союз молоді, хор та інше».

#### Партія «Союз свободи, правди і миру»
У тому ж 1905 році разом з менонітом Петром Фрізеном й баптистом Миколою Одінцовим Проханов створив першу в Росії євангельську політичну партію «Союз свободи, правди і миру». Її концепція була близька до кадетської, її головним лейтмотивом була альтернатива неприйнятного для євангельських протестантів шляху насильницького повалення влади (події відбувалися під час революції 1905-1907 років). Партія проіснувала до 1906 року й нічим особливим в історії не відзначившись.

#### Російський євангельський союз
У 1906 році Проханов зайнявся організацією Російського євангельського союзу (РЄС) — межденомінаціонної організації, що об'єднувала б християн не на рівні конфесій або помісних церков, а на рівні окремих віруючих. Членство в союзі не передбачало залишення християнами своїх конфесій (православні залишались православними, баптисти — баптистами та інше). На цьому принципі було побудовано Всесвітній євангельський альянс, з представниками якого Проханов познайомився під час свого навчання у Європі. Власне Російський євангельський союз створювався як російський аналог, або як національне відділення альянсу.
Російський євангельський союз розглядався Прохановим в якості «духовного двигуна» для перетворення Росії й всього світу. Проте цього не сталося: хоча РЄС навіть було офіційно зареєстровано 1909 року, він залишився на периферії суспільної уваги. В організацію увійшли близько ста християн різних станів (від робітничих до аристократів) й різних сповідань. Союз проігнорувала Російська православна церква, а серед лідерів російських баптистів створена Прохановим структура викликала суперечливі відгуки, в тому числі й негативні. Наприклад, відомий баптистський місіонер Андрій Мазаєв так зазначав у журналі «Баптист»: «Це вже зовсім незрозуміло, й будь-який розум відмовляється розуміти цей жахливий союз... в один й той же час перебувати членом церкви баптистів, чи православних й у той же час бути членом євангельського союзу. — Чи може з одного джерела витікати вода солона й солодка? Чи може один слуга двом панам служити?»
1912 року РЄС припинив свою діяльність.

#### Союз християнської молоді (Христомол)

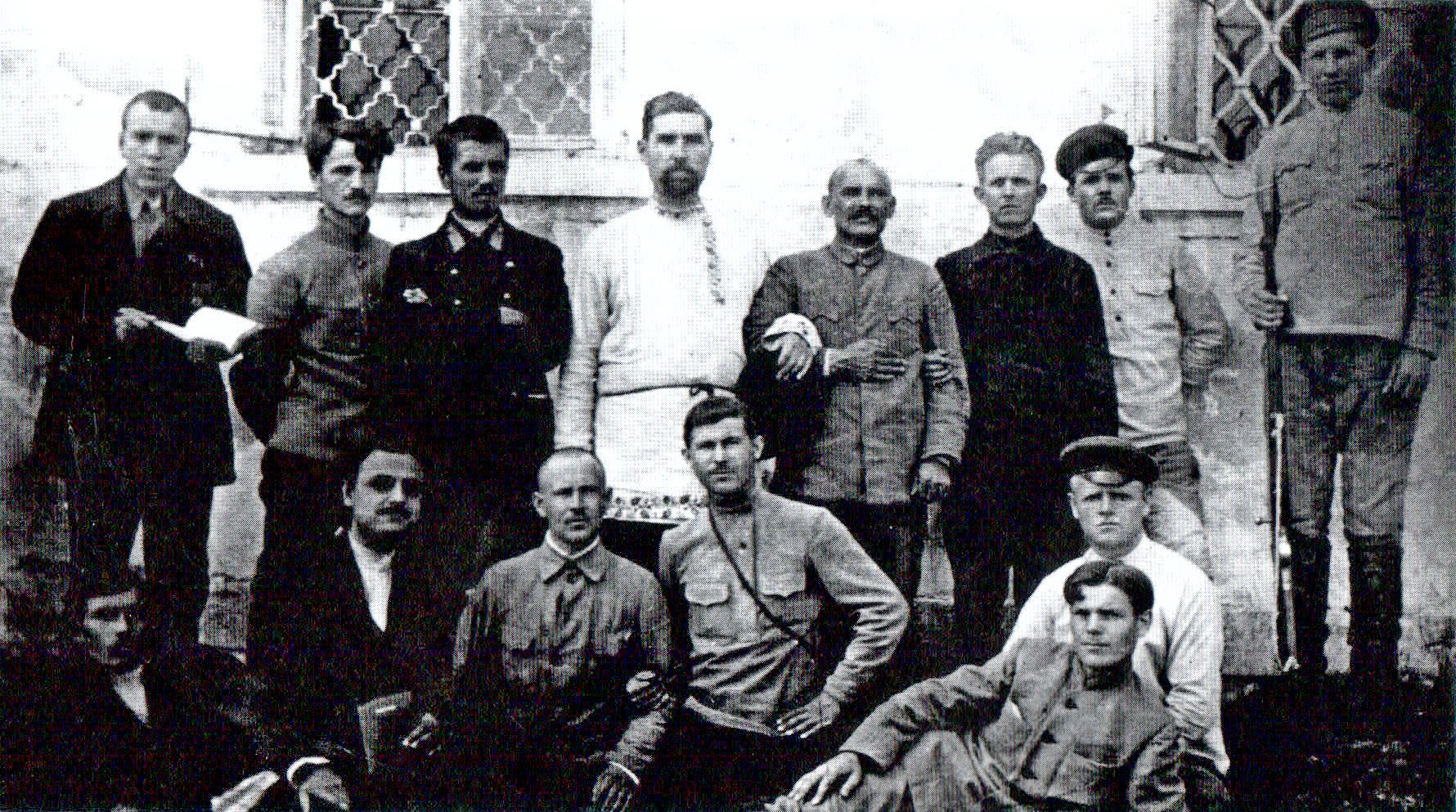
Іван Проханов (у другому ряду, в центрі) з іншими віруючими-в'язнями в день звільнення з тюремного ув'язнення за проведення Шостого з'їзду Союзу християнської молоді у 1921 році. Праворуч від нього Л. Шендеровський, що справлявся на свободі за їх звільнення

Одночасно зі створенням Російського євангельського союзу Проханов зайнявся організацією Союзу християнської молоді, що об'єднав юнацькі гуртки при євангельських церквах. Після підготовчої роботи у квітні 1908 року в Москві зібрався Перший з'їзд представників юнацьких гуртків, а у 1909 році в Петербурзі — Другий з'їзд, що прийняв Статут «Євангельського союзу християнської молоді». Головою Союзу було обрано Івана Проханова, секретарем — Якова Жидкова.
У 1920-х роках, після закінчення Громадянської війни, рух (який тоді називали «Христомолом») набув значного розмаху й викликало занепокоєння влади. «Ми повинні повести рішучу боротьбу з сектантством за нашу молодь, за дітей», — закликав пропагандист Олександр Клібанов. У 1926 році, в період посилення політики держави щодо релігії, молодіжний рух було заборонено, а у роки сталінських репресій — остаточно розчавлено.

#### Створення ВСЄХ
До 1911 році Іван Проханов об'єднав громади євангельських християн у Петербурзі, Севастополі, Сімферополі, Ялті, Катеринославі, Конотопі, Києві, Одесі, Олександрівську, Харкові, Миколаєві, Самарі.
Другий з'їзд євангельських християн (25.12.1910 — 4.01.1911) заснував Всеросійський союз євангельських християн (ВСЄХ), затвердив представлені Прохановим статут Союзу й офіційне його віровчення (з яким заздалегідь ознайомилися в помісних громадах). Віровчення, в числі іншого, затвердило необхідність виключно свідомого хрещення, а хрещення немовлят відкинуло, як недійсне. Таким чином було усунуто раніше допустиме у середовищі євангельських християн різнодумство щодо питання, яке було принциповим для баптистів. Це дозволило у 1911 році на Всесвітньому конгресі баптистів прийняти ВСЄХ у члени Всесвітнього баптистського альянсу, а самому Івану Проханова — стати віце-президентом Всесвітнього баптистського альянсу.
У той же час Проханов не залишив надій на створення об'єднаного фронту євангельських деномінацій й продовжив спроби об'єднання євангельських християн з російськими баптистами, з подальшою перспективою приєднання інших близьких євангельських течій.
Тим часом у Росії після так званого «дарування релігійних свобод» у 1905-1906 роках наростала нова хвиля державного переслідування протестантів. В результаті діяльність союзу євангельських християн та союзу баптистів виявилася наполовину паралізованою, наприклад, не дозволялося проведення з'їздів. Незважаючи на переслідування, чисельність євангельських християн до 1917 року досягла 150 тисяч осіб.

### Між революцією й еміграцією (1917-1929)
Проханов підтримав лютневу революцію 1917 й вже у березні 1917 року створив християнсько-демократичну партію «Воскресіння». Проханов та євангельські християни запропонували Тимчасовому уряду ряд ініціатив в області встановлення в країні свободи совісті.
Відразу після приходу до влади більшовиків Проханов, на відміну від баптистів, утримався від публічних негативних висловлювань на адресу нової влади, а згодом шукав компроміси з нею.
Завдяки падінню монархії російські протестанти отримали можливість розширити місіонерську діяльність. «Від міста до міста, від села до села, від сільця до сільця», — під таким девізом розсилалися по країні проповідники. Після революції були зроблені нові спроби об'єднання баптистів та євангельських християн в одну конфесію, Проханов активно брав участь у цьому процесі. Проте сторони не змогли домовитися у деталях, що до середини 1920-х років призвело до охолодження у відносинах двох Союзів.

#### Комуни

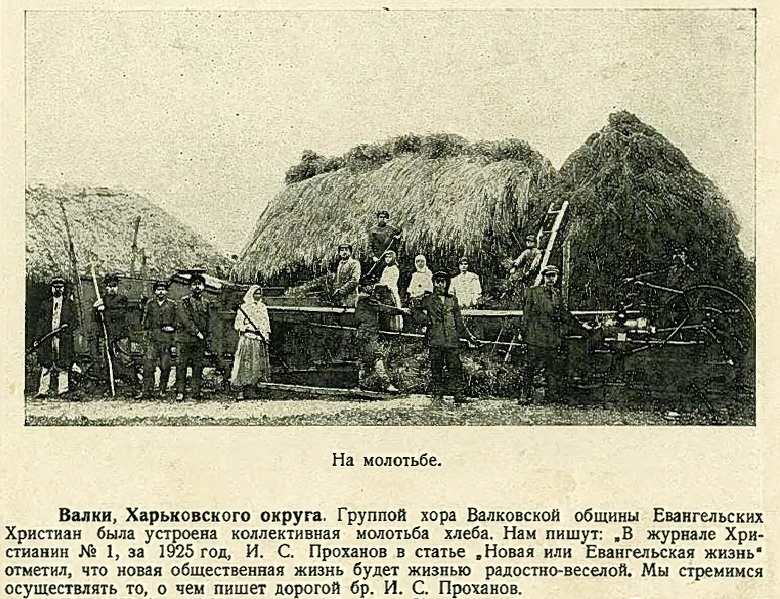
Колективна праця євангельських християн (прохановців)

Соціальні та економічні умови після революцій 1917 року сприяли поширенню ідеї життя у робітничих громадах. Цей процес посилювався масовою міграцією містян у село через голод та нестачу харчів. Богословська й теоретична база для християнської кооперації була створена Іваном Прохановим у брошурі «Євангельське християнство й соціальне питання» (1918 рік) та у програмній статті «Нове, або Євангельське життя» (1925 рік).
У 1918 році у Рязанській губернії виникли комуни «Віфанія» й «Пробудження», у Тверській губернії — «Гефсиманія», «Віфанія» й «Ранкова Зірка», крім того комуни почали виникати у Новгородській, Брянській, Єнісейській та інших губерніях. На перших порах цей процес підтримувався партійно-господарським керівництвом країни, що розраховувало на позитивний економічний ефект від використання «значних господарсько-культурних елементів».
Крім землеробських комун у сільській місцевості, протестантська економічна кооперація розвивалася й у містах, чому сприяв НЕП. Християнські артілі й кооперативи займалися будівництвом, виготовленням хліба та кондитерських виробів, пошиттям одягу та взуття, організацією громадського харчування та іншим.
Курс радянської влади по відношенню до християнських комун й артілей змінився в середині 1920-х, а на початку 1930-х рух було повністю згорнуто.

#### «Євангельський клич»
Ще до початку Першої світової війни Проханов розглядав євангельський рух як каталізатор прийдешньої реформації Російської православної церкви. Після перемоги більшовиків вона стала стрімко втрачати вплив, одночасно фрагментуючися на кілька рухів (оновленство). У країні утворився духовний вакуум, який Проханов вирішив використати для своєї мети. Влітку 1922 року, незабаром після арешту патріарха Тихона, Проханов опублікував 100-тисячним тиражем трактат «Євангельський клич» з адресованим ієрархії РПЦ й оновленській «Живій Церкві» закликом про реформації.
Зокрема, він пропонував усунути вчення про посередництва між Богом й людиною святих та Діви Марії, крім Ісуса Христа; скасувати використання ікон, мощей тощо; скасувати церковну ієрархію й розділ християн на священство й мирян та інше. Традиційні православні практики Проханов порівнював з «пелюками», за звільненні від котрих РПЦ та інші православні групи отримають новий вигляд. При цьому оновленські реформи православ'я, на його думку, мали неповний, половинчастий характер. Заклик не ладнати духовну будівлю лише зовні, а зводити нову духовну будівлю, Проханов підкріпив обіцянкою підтримки Євангельської церкви.
Стаття викликала неоднозначну реакцію як серед православних, так й серед євангелістських християн, наприклад, викликала обурення лідерів російських баптистів; проте спонукала на конкретні дії частину православного духовенства, включаючи спільні богослужіння представників різних сповідань, одне з яких описав у своїх мемуарах Володимир Марцинковський. Зокрема, ініціативу Проханова підтримав один з лідерів оновленства єпископ Антонін (Грановський). Виступ Проханова на з'їзді іншої оновленської групи «Союз громад давньоапостольської церкви» (що очолювано єпископомом Олександром Введенським) викликало суперечливу реакцію, проте в цілому доброзичливе ставлення до євангельського лідера збереглося.
Домігшися обмеженої підтримки оновленців, Проханов не зупинився у своїх наміри реформувати християнство. У вересні 1922 року він опублікував нову відозву «Голос зі Сходу», адресовану вже «всім християнським церквам й віросповіданням у Росії й на всій земній кулі». У ньому він нагадав про жахи Першої світової війни та ролі, що у ній відігравало духовенство історичних церков: «Православне духовенство благословило російську армію, англіканське духовенство — англійську армію, лютеранське духовенство — німецьку, католицьке духовенство — французьку армію». Повторивши основні тези «Євангельського заклику» (необхідність відмови від церковних переказів й посередницької ролі духовенства між Богом і людиною), він закликав до «всесвітньої реформації» під гаслом: «назад до Христа, назад до Євангелія, назад до першохристиянства», в результаті чого має з'явитися «Вселенська Першохристиянська Церква».
На думку історика-богослова Володимира Попова, дії Проханова хоча й носили занадто прямолінійний та багато у чому утопічний характер, проте сприяли масштабному спілкуванню протестантів-євангеліків з православними, позбавленню багатьох стереотипів та упереджень, зміцненню протестантизму у Росії.

#### Відмова від пацифізму
У 1922-1924 роках Радянська влада розгорнула боротьбу з християнським пацифізмом. Раніше пацифізм допускався, - радянське законодавство передбачало можливість відмови від служби зі зброєю в руках за релігійними переконаннями, проте на практиці далеко не всім християнам вдавалося отримати такий дозвіл. У Віровченні Івана Проханова говорилося: «Ми визнаємо військову службу, як оброк, але маємо спілкування з тими, хто інакше мислить у цьому питанні»; а Віровчення Івана Каргеля наголошувало: «Військову службу ми відбуваємо за наказом законної влади, але молимося старанно про мир всього світу». Проте внаслідок кровопролитної Першої світової війни, та наступних двох російських революцій й Громадянської війни пацифістські переконання серед віруючих помітно посилилися.
Боротьба з пацифізмом серед протестантів була одним з завдань, що стояли перед Антирелігійною комісією при ЦК РКП(б) — ВКП(б). 5 квітня 1923 року Проханова був повторно ув'язнено на 4 місяці за поширення відозви «Голос зі Сходу», у якому було твердження пацифістського характеру.
За час ув'язнення чекістам вдалося змусити Проханова визнати військову службу за призовом обов'язковою для радянських євангельських християн й стати одним з підписантів опублікованого в газеті «Ізвєстія» антипацифістської відозви. Після свого звільнення, у ході 9-го з'їзду євангельських християн (проходив 1-10 вересня 1923 року), Проханов, незважаючи на невдоволення частини віруючих, домігся визнання військового обов'язку більшістю голосів учасників з'їзду. Дії Проханова призвели до бродіння серед віруючих, ряд громад вийшли з ВСЄХ й приєдналися до баптистів.

#### Євангельськ
У 1926 році Проханову вдалося отримати дозвіл на заснування християнського міста-комуни Євангельська (інша назва — місто Сонця). У серпні-вересні 1927 року Іван Проханов з групою однодумців здійснив експедицію у Сибір. На Алтаї, у місці де Бія й Катунь, зливаються й утворюють річку Об, вони обрали майданчик під будівництво Євангельська. Проханов здійснив тут символічну посадку саджанців кедра й американського клена, а також провів богослужіння.
Через наближення холодів початок будівництва було перенесено на наступний рік. Проте за цей час відбулося посилення державної політики щодо протестантів. На засіданні Політбюро ЦК ВКП(б) 17 травня 1928 року виступив Йосип Сталін з повідомленням про «кричущий факт» дозволу переселенського відділу Наркомзему РРФСР на організацію у Сибіру «релігійного міста». Після недовгого розгляду реалізація проекту була заморожена, а Проханов незабаром залишив країну.

### В еміграції

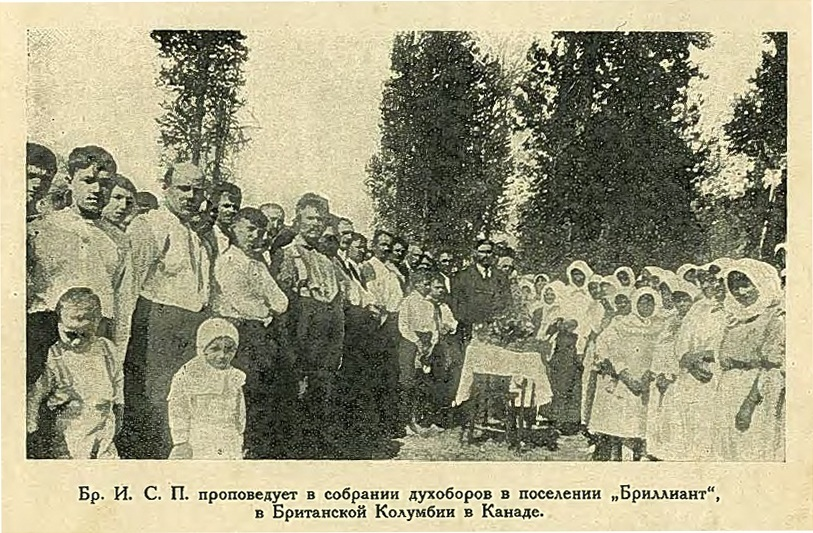
Проханов проповідує серед духоборів Канади

Ще до своєї еміграції, під час закордонних поїздок Проханов організував з євангельських християн-емігрантів закордонні відділи ВСЄХ у Латвії, Естонії, Польщі, Німеччини та США. Опинившись в еміграції, Іван Проханов приступив до створення на їх основі Всесвітнього союзу євангельських християн, присвятивши цьому останні роки життя.
У виданному після смерті Проханова «Загальному заповіті» містилася вказівка після створення Всесвітнього союзу євангельських християн поставити головою й заступником співробітників місії «Світло на Сході» Якова Крекера й Вальтера Жака внаслідок того, що в роки еміграції Проханов не знайшов співробітників, здатних нести це служіння. Проте Союз було утворено у 1937 році, вже після смерті Проханова.

### Поетично-музична діяльність
Проханов є автором богослужбових псалмів, що мають віронавчальний характер. Він написав й видав 1233 вірші духовного змісту, ще 210 залишилися невиданими.
Іван Проханов розглядав духовні піснеспіви як важливу частину церковного богослужіння і як один з головних компонентів формування конфесійної ідентичності. При створенні псалмів він приділяв велику увагу як змісту тексту, так й мелодії. C одного боку, Проханов прагнув до використання кращих зразків іноземної церковної музики, з іншого - до створення оригінального стилю, що поєднує радість євангельської звістки й російську національну музичну традицію. До музичного оформлення він привертав євангельських композиторів Альберта Кеше, Миколу Казакова, Григорія Драненко, Кароліса Інкіса. Для забезпечення високого рівня псалмів при ВСЄХ була створена спеціальна комісія, де увійшли люди з вищою музично-теоретичною освітою. Творча праця Івана Проханова сприяла появі нового напряму російської музики.
Його праця увінчалася виданням у 1927 році 3-томного «десятизбірника» (тобто у підсумковий збірник увійшли гімни з 10 попередніх пісенників, випущених з 1902 року).

### Публіцистика й видавнича діяльність
|                           |                              |                        |
| Журнал «Братський листок» | Журнал «Молодий виноградник» | Газета «Ранкова Зірка» |

Важливим напрямком діяльності для Проханова було видання духовної літератури. У різні роки він редагував й видавав християнські журнали «Бесіда» (разом з братом Олександром), «Сіяч», «Християнин», «Братський листок», «Молодий виноградник», «Дитячий друг», а також газету «Ранкова Зірка». Багато матеріалів у них він написав сам. Вже в еміграції він видавав журнал «Євангельська віра».
Проханов став головним редактором видавництва «Радуга», що постачало євангельські громади Російської імперії духовною літературою. Саме видавництво розташовувалося в Україні, завдяки Проханову було відкрито магазин у Санкт-Петербурзі, що сприяло успіху місії.
В еміграції він написав й видав автобіографічний твір «У котлі Росії», де виклав свій погляд на історію й перспективи руху євангельських християн у Росії та СРСР.
У 1926 році йому вдалося отримати дозвіл, знайти кошти й видати СРСР 175 тисяч примірників Біблій, Нових Завітів, пісенних збірників та іншої духовної літератури.

#### Твори Івана Проханова
- "Изложение евангельской веры, или Вероучение евангельских христиан" (Віровчення Проханова)[92] - 1909 рік, видано у 1920-ті роки;
- "Закон и вера: Руководство к устройству религиозных собраний, легализации и управлению всеми гражданскими делами общин, отделившихся от православия" - створено й видано 1911 року;
- "Евангельское христианство и социальный вопрос" - створено й видано 1918 року;
- "Краткое учение о проповеди. Опыт Евангельской гомилетики" - видано у 1969 році;
- "In the cauldron of Russia" (В котлі Росії) - написано 1933 року й видано англійською мовою того ж року.

### Освітня діяльність

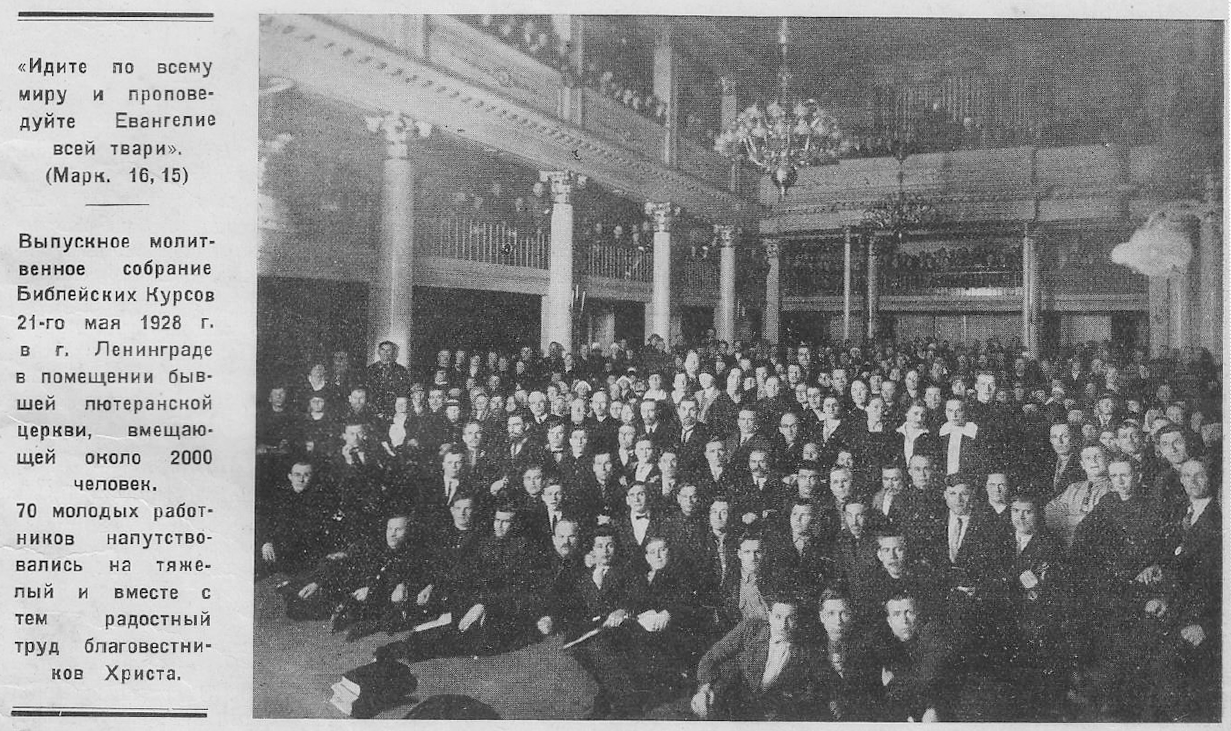
Випускні збори Ленінградських біблійних курсів, 1928 рік. У центрі — Іван Проханов

Іван Проханов приділяв велику увагу питанню підготовки проповідників й місіонерів. Як тільки дозволяла внутрішньополітична ситуація у країні, Проханов та його соратники приймалися за створення проповідницької школи. З 1905 року при Санкт-Петербурзькій громаді періодично діяли шеститижневі курси проповідників, де допускали не тільки євангельських християн, але й баптистів. Постійним викладачем курсів був богослов Іван Каргель, для викладання також залучалися Павло Николаї, Олександр Максимовський, Володимир Оффенберг, сам Іван Проханов та інші.
У 1913 році Проханову та його соратникам вдалося домогтися відкриття у Петербурзі дворічних курсів проповідників. Ці курси фактично стали першою протестантською богословською школою у Росії з навчанням російською мовою. Проте у 1914 році з початком Першої світової війни й черговим посиленням політики держави щодо протестантів — ці курси були закриті. Знову вони відкрилися вже у 1922 році. До 1925 року курси були короткостроковими й нерегулярними, а з 1925 року - стали річними й регулярними. Вони продовжували діяти до 1929 року, коли були ліквідовані в ході сталінських репресій відносно євангельських християн й баптистів, за 4 роки підготувавши близько 400 проповідників.

## Родина

### Брати
Разом з Прохановим росли два брати, Олександр та Василь. Іван був старшим. На відміну від батька та Івана, молодші брати залишилися молоканського віросповідання.

#### Олександр Проханов
Олександр після Дерптського університету навчався медицині у Парижі, там же відвідував Протестантський богословський факультет. Повернувшись на Кавказ, працював лікарем, заснував «Товариство освічених молокан» (намагалося примирити релігійну віру з дарвінізмом), видавав молоканський журнал «Духовний християнин» (основними темами якого були апологетична полеміка з баптизмом й жорстка богословська критика Біблії), написав кілька богословських праць. Крім того, Олександр Степанович заснував у Володикавказі «Прохановське Кредитне Товариство», що кредитувало мале підприємництво молокан, євангельських християн й баптистів. Прибуток спрямовувався на благодійні цілі. Помер Олександр у 1912 році від висипного тифу, яким заразився у лікарні, коли виконував свій лікарський обов'язок. Сучасний письменник-публіцист Олександр Анрійович Проханов є його онуком.

#### Василь Проханов
Василь, також отримав гарну освіту, займався комерцією та підтримував «Прохановське Квого перевороту 1917 року, втратив багатство, емігрував до Європи, де закінчив 4-літній богословський курс вільного Євангельського братства у Німеччині. Перед Другою світовою війною переїхав до США, де робив спроби зблизити російських емігрантів — молокан та євангельських християн: «я прагну тепер застосувати залишок свого життя для продовження справи моїх братів, й мого з ними спільного ідеалу життя».

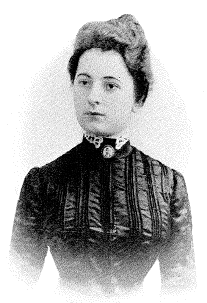
Дружина - Ганна Івановна Проханова

### Жінка Івана Проханова
З майбутньою дружиною Ганною Іванівною Проханов познайомився на початку 1901 року у Тифлісі. У тому ж році вони одружилися. За його спогадами, вона була доброю християнкою, «мала ангельський характер, була дуже красивою, багатою й добре освіченою. Вона могла говорити англійською, французькою й німецькою мовами. Й до всього цього вона була дуже талановитою музиканткою».

### Сини

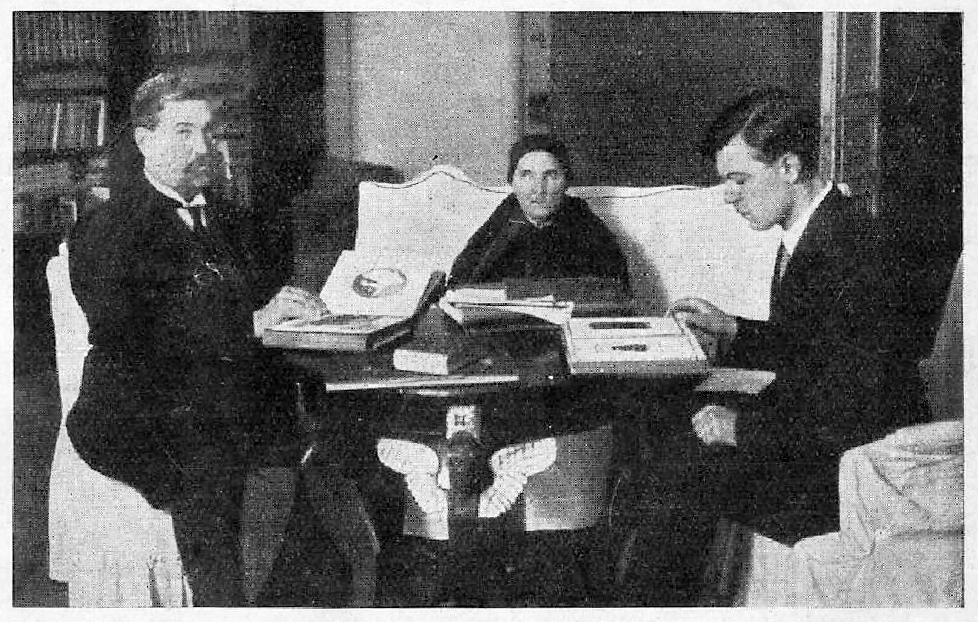
Проханов з матір'ю й сином Ярославом

У Івана й Ганни Проханових народилося двоє синів: Ярослав й Всеволод. Вибір імен пояснюється інтересом батька до руської історії. Іван Проханов прагнув дати їм хорошу освіту: сини відвідували гімназію німецької реформатської церкви у Петербурзі, що батько вважав однією з кращих у місті. Там вони вивчали німецьку мову, а англійську та французьку — вчили приватним чином. Крім того, для навчання їх англійської Проханов запросив з Лондона християнську гувернантку, що стала жити разом з ним.

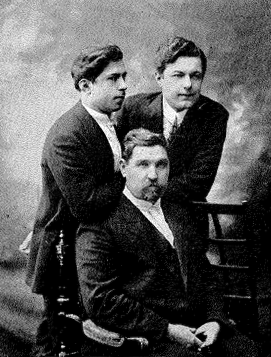
Проханов з синами Ярославом й Всеволодом

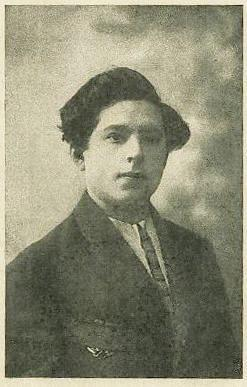
Всеволод Проханов - молодший син Івана Проханова. Трагічно загинув в результаті необережного поводження зі зброєю 23 липня 1926 року у віці 22 років.

За спогадами Проханова, в травні 1919 року, коли Петроград перебував у стані червоного терору та військового комунізму, його дружина і сини виїхали у Тифліс, де жили батьки дружини, а умови були кращими. Сам Проханов залишився у Петербурзі, щоб продовжувати служіння у ВСЄХ. Через хворобу старшого сина Ярослава та перекриття дороги військовими, подорож сім'ї затягнулася й 30 липня 1919 року дружина Проханова померла у Володикавказі від азіатської холери, так й не досягнувши Тифлісу. Сини деякий час жили з родиною брата батька Василя, потім — з батьками дружини. Як повідомляє Проханов у своїй автобіографії, в 1921 році його сини повернулися у Петроград й включилися у християнське служіння. У 1926 році молодший син Всеволод трагічно загинув в результаті необережного поводження зі зброєю.
Старший син Ярослав став ботаніком. У 1938 році, після еміграції та смерті батька, він був заарештований за звинуваченнями за статтями 58-10 й 58-11. У 1939 році кримінальну справу відносно Ярослава було припинено за відсутністю складу злочину.

## Смерть

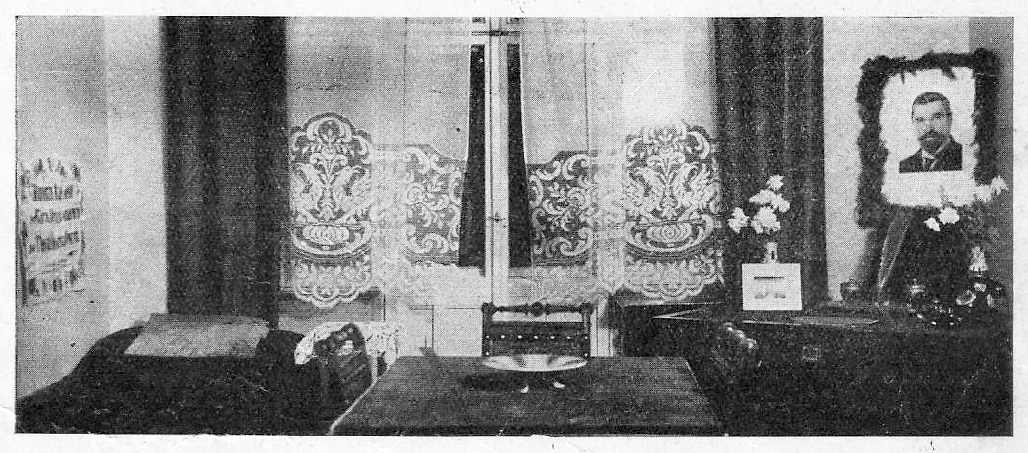
Кімната, де жив Іван Проханов останнім часом. Фото зроблено після його смерті

За спогадами соратників Іван Проханов володів задовільним здоров'ям. Він відрізнявся енергійністю, міцними нервами, силою волі й винятковою працездатністю. Інколи від перевтоми у нього виникали тимчасові проблеми з роботою серця. У 1929 році з'ясувалося, що Проханов страждає легкою формою цукрового діабету. У 1934 році в Нью-Йорку він тиждень провів у клініці, лікуючись від нього. Коли в червні 1935 року він повернувся з Америки до Європи, його соратники звернули увагу, що Іван Степанович ослаб й постарів за останній час.
У вересні 1935 року він, на прохання болгарського проповідника Мітко Матеева, здійснив двотижневу подорож у Болгарію. Тут Проханов виступав у різних містах з проповідями, брав участь у зборах євангельських громад Софії та Пловдива, був присутній на Першому болгарському з'їзді євангельських християн, на якому було засновано їх національний Союз. Незадовго до цієї поїздки у Івана Степановича розболілася нога. Лікар констатував, що нарив на нозі пов'язаний з діабетом. Перед поїздкою пухлина спала. Однак у Болгарії нога знову запалилася, з'явився другий нарив. По поверненню до Німеччини Проханов за наполяганням лікаря ліг в клініку, — спочатку в приватну, потім при подальшому погіршенні — в євангельську лікарню імені Мартіна Лютера. Лікарі обговорювали питання про ампутацію ноги, але через діабет, що ускладнився запаленням легенів, не наважилися її провести.
У лікарні його регулярно відвідували члени Берлінської громади євангельських християн та інші соратники. 4 жовтня він попрощався з одновірцями, що відвідали його й попросив виконати йому гімн «За євангельську віру!» Після цього він практично не виходив зі стану забуття й тихо помер вранці 6 жовтня.

### Поховання

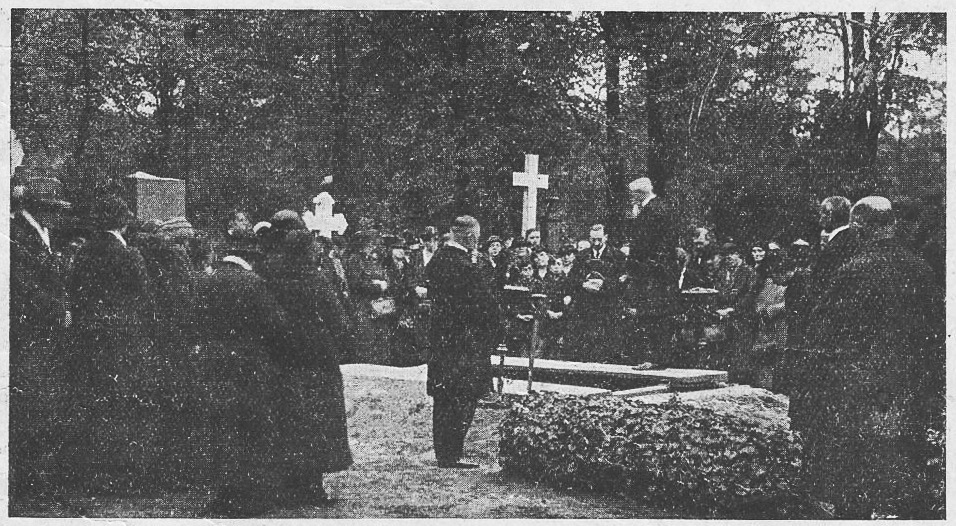
Похорон Івана Проханова. Прощальне слово виголосив пастор Вальтер Жак

Похорон було відкладено на 5 днів в надії на приїзд віруючих з Москви, проте через кілька днів від керівників Всесоюзної ради євангельських християн прийшли телеграми зі співчуттями й повідомлення, що вони не зможуть приїхати. У жалобних заходах брали участь особисті друзі, члени берлінської громади євангельських християн, представники місіонерського союзу «Світло на Сході», представники Всесвітнього євангельського альянсу. Представників російських баптистів (у тому числі які перебували в еміграції) не було, деякі спостерігачі вважають це проявом почуття суперництва у відношенні Проханова.
Похорон відбувся 11 жовтня на старовинному протестантському кладовищі громади Святої Трійці одного з центральних районів Берліна - Кройцберзі. У 1945 році при штурмі Берліна це кладовище постраждало від вуличних боїв й у надгробок Івана Проханова потрапила куля. У повоєнний час серед віруючих неодноразово обговорювалося питання про перепоховання Проханова у СРСР, проте ці плани не були реалізовані. У 2010-х роках, за непідтвердженими даними з соцмереж, на ділянці кладовища, де розташовувалася могила Івана Проханова було прокладено швидкісний автобан.
Свій особистий архів й майно Проханов заповів повернути у Радянський Союз, проте під час німецько-радянської війни вони були втрачені.

## Оцінки

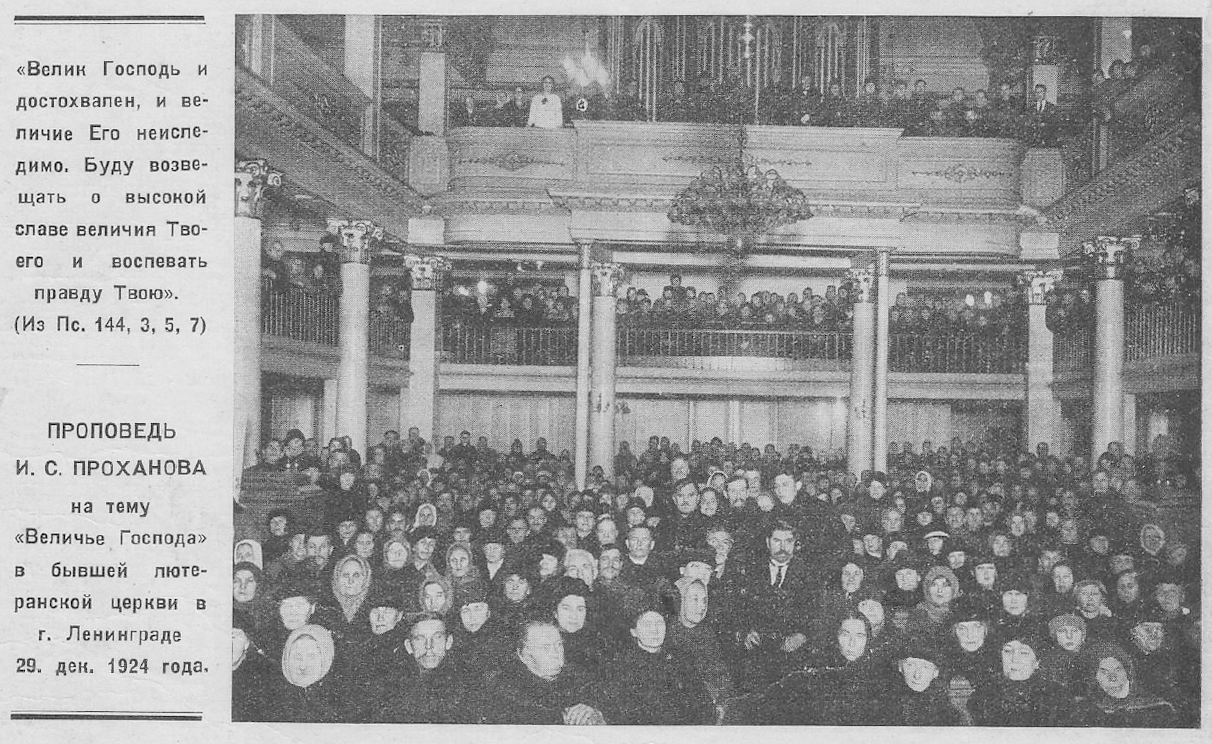
Проповідь Івана Проханова (в центрі), 1924 рік

На думку історика Вільгельма Кале, велике значення особистості Івана Проханова у історії російського протестантизму безперечно, але його роль досі не до кінця зрозуміла й оцінена. Його ставлять в один ряд з такими «батьками» російсько-українського євангельського протестантизму, як Василь Пашков, Модест Корф, Гренвілл Редсток, Микита Воронін, Іван Рябошапка.
Проте суперечки не вщухають. Деякі прихильники строго баптистського розуміння протестантизму вважають, що Проханов завдав шкоди єдності євангельського руху. Деякі вказують на його прагнення жити у мирі з усілякою неодноразово зміненою у Росії й тим самим звинувачують в опортунізмі, не беручи до уваги його досягнень у розбудові Церкви. Ще один поширений докір — у вмінні Проханова подати себе публічно у вигідному світі. Він втратив багатьох друзів (особливо серед християн Заходу) через його прохання про матеріальну допомогу для євангельського руху у Росії, для Союзу євангельських християн, що звучали «дуже пронизливо й занадто беззахисно». У той же час для великого числа віруючих Іван Проханов є духовним авторитетом й вони згадують про нього з вдячністю.

## Пам'ять
Діяльності Проханова присвячено значну кількість книг й статей, авторами яких є як євангельські християни, так й світські дослідники. У зв'язку з його ювілеями в деяких євангельських церквах й об'єднаннях церков проводяться пам'ятні заходи. У 2009 році християнським центром «Логос» видані праці Проханова у двох томах.
Історик Вільгельм Кале переказав одну з багатьох легенд про Проханова, від мандрівника, що відвідав СРСР. Нібито у 1924 році важко хворий вождь більшовицької революції Володимир Ленін незадовго до смерті просив покликати до нього Проханова, щоб разом помолитися. Кале почув цю розповідь за кілька років до виходу своєї книги про Проханова (1978 рік), проте припустив, що це лише стара легенда.
В лютому-травні 2019 року в Росії відзначили 150-річчя Проханова. Напередодні керівники євангельських деномінацій Росії й представник Церкви адвентистів сьомого дня підписали особливу декларацію, у якій підкреслили внесок Проханова у вітчизняну історію й закликали до участі у святкуванні ювілею. В Інституті Європи РАН пройшла присвячена Проханову міжнародна наукова конференція «Історична, культурна й соціальна роль протестантизму в Росії й Європі», а у Громадській палаті РФ — конференція «150-річчя І. С. Проханова — визнаного російського релігійно-суспільного діяча початку ХХ сторіччя». У Московській центральній церкві ЄХБ відбулося святкове богослужіння.